# Casa del Pópulo
La Audiencia Civil y Escribanías Públicas (o Casa del Pópulo) es el edificio que cierra por el lado sur la Plaza de los Leones de Baeza. Este sobrenombre se debe a la presencia, sobre el balconcillo que apoya su extremo derecho contra la Puerta de Jaén, de un lienzo hoy desaparecido representando a la Virgen del Pópulo. La capillita así constituida se suponía heredera de la construida en la Puerta de Jaén para decir la primera misa tras la conquista de Baeza por Fernando III en 1227. Este edificio es hoy sede de la Oficina de Turismo local. Forma parte del conjunto monumental renacentista de Baeza, que junto con el de Úbeda, fue declarado Patrimonio de la Humanidad por la Unesco en 2003.

## Historia
El permiso para construir esta Casa de Audiencia le fue concedido al Concejo de la ciudad en 1511, aunque según el análisis estilístico de Molina Hipólito la fachada debió de ejecutarse entre 1535 y 1540. Debido a su evidente deterioro, el edificio fue ampliamente restaurado en el siglo XX.

## Análisis estético
El edificio es de estilo plateresco con dos pisos. En el inferior, hay seis huecos adintelados (uno por cada Escribanía Pública) entre columnas sosteniendo un entablamento corrido que soporta siete leones echados; sobre las claves de los dinteles, hay seis escuditos de la ciudad. El piso superior estaba ocupado por la Audiencia y tiene su acceso por una puerta trasera. Sus ventanas tienen columnas abalaustradas en las jambas, frisos y frontones decorados; en el centro se encuentra el escudo imperial flanqueado respectivamente por el del Corregidor Guevara y el de Baeza. Bajo las ventanas hay cinco medallones, cuatro de ellos con leyenda (MARCO MARCELO, MEDEA, MUSCIO ESCEVOLA y OTAVIANO). Remata el edificio una cornisa decorada con billetes, rosetas, canecillos y tres gárgolas.
Para Cruz Cabrera se trata de: 

un edificio transicional donde convivieron la pureza rítmica del lenguaje arquitectónico renaciente y su carga emblemática con el despliegue heráldico y la exornación decorativa propios del Plateresco.